# Ересь замка Монфорте
Ересь замка Монфорте — неортодоксальное христианское учение, получившее распространение в северной Италии в первой половине XI века. Приверженцы этой доктрины рассматривали бытие Иисуса Христа как благочестивую метафору, отражающую стремление человеческой души к Богу и практиковали альтруистический суицид, который считали условием достижения Царствия Божиего.
Содействие еретикам оказывала владелица замка, с именем которого они остались в памяти современников. После того, как замок был захвачен в

## История

### Местоположение замка Монфорте
Название Mons fortis в переводе с латинского означает «сильная (укрепленная) гора». Согласно свидетельствам Ландульфа Старшего и Рауля Глабера, крепость еретиков располагались в окрестностях Турина (Монфорте-д’Альба).

### Доктрина еретиков
Согласно «Миланской истории» Ландульфа Старшего, еретики принадлежали к христианам-антитринитариям, отрицавшим существование трёх лиц в Боге. Инаковеровавшие считали Иисуса Христа и Святого Духа метафорами, под которыми понимали душу человека, «обращённую к Богу» и «правильное понимание Священного Писания». Еретики подчёркивали свою веру в непорочное зачатие Иисуса Христа. Согласно их убеждению, однажды Бог изменит природу человеческого рода, сделав так, что дети будут рождаться вне половых отношений.
Мысль о безгрешном продолжении рода людского еретики иллюстрировали при помощи образа пчёл. В будущем, по мнению инаковерующих, благочестивые христиане смогут производить потомство, избегая совокуплений, подобно этим насекомым.

### Эзопов язык
Метафорическое понимание Иисуса Христа и Святого Духа помогало еретикам скрывать свои убеждения перед лицом Церкви. По утверждению Ландульфа Старшего, житель Монфорте Герард исповедовал веру, ничем не отличавшуюся от католической, чем ввёл в заблуждение советников архиепископа Ариберта II. В XII—XIV веках тот же приём активно использовали последователи катаризма.

### Аскеза еретиков
Ландульф Старший утверждал, что еретики практиковали собственную разновидность религиозно мотивированного суицида. В трактовке ортодоксального хрониста, инаковерующие придерживались мнения о самоценности страдания и поэтому просили единоверцев убивать себя при приближении смерти.

### Гибель еретиков
В сочинениях Рауля Глабера и Ландульфа Старшего нет сведений о дате столкновения между ортодоксальными христианами и еретиками Монфорте. В современной историографии это событие относят к первой половине правления Ариберта II (1027—1045), когда прелат не вёл войны с императором Конрадом II. Широко распространены даты 1028, 1030 и 1035 годы.
Согласно утверждению Ландульфа, приказ о штурме замка еретиков отдал сам Ариберт II, почувствовавший неортодоксальное мировосприятие за словами жителя Монфорте Герарда о вере в Троицу. Прелат взял на себя допрос плененных еретиков и особенно владелицы Монфорте, но не имел успеха. Нераскаявшиеся инаковеровавшие были выставлены для всеобщего обозрения на одной из площадей Милана, чем воспользовались для того, чтобы проповедовать. Раздражённые жители города приняли решение сжечь наиболее упорных из еретиков, предоставив схваченным право выбора между крестом, установленным на площади, и костром, разведённым там же. Большинство еретиков выбрало сожжение, таким образом, самостоятельно определив свою судьбу.

#### Альтернативная точка зрения
По утверждению бургундского хрониста Рауля Глабера, архиепископ Милана не имел отношения к уничтожению ереси Монфорте. Обвинение в ереси использовалось как предлог во время войны между сеньорами Туринского региона, в которой прелат не принял никакого участия.

### Мнение хрониста о еретиках
Ландульф Старший рассматривал учение инаковерующих как противоречащее здравому смыслу, хотя и коренящееся в основах христианской нравственности. Согласно сведениям хрониста, того же мнения придерживался и Ариберт II, испытывавший «крайнее изумление» в связи с ересью Монфорте.

## Ересь Монфорте в историографии
Со времени первых комплексных исследований еретических движений в Европе XI века, инаковеровавшие из Монфорте рассматриваются учёными в прямой связи с Орлеанской ересью во Франции.
Для медиевистики XIX века характерно отождествление обеих доктрин.
До 1960-х годов большинство исследователей видело в еретиках Орлеанского процесса 1022 года и Монфорте предшественников катар. После работ Дж. Б. Рассела, Р. Мура, Р. Морган этот консенсус оказался поколеблен. Р. Мур, в частности, допускает, что ересь Монфорте возникла под влиянием византийского аскетизма, балансировавшего на грани ортодоксальности.
В современной историографии сложилось представление, что ереси первой половины XI века (периода «весны ересей») представляли собой радикальное выражение ригористического духа общецерковной Григорианской реформы, проводившейся римскими папами. Вместе с тем, следует отметить, что инаковеровавшие из Монфорте не признавали авторитет римских пап.